# Salmanites noonamina
Salmanites noonamina är en insektsart som beskrevs av Otte, D. och R.D. Alexander 1983. Salmanites noonamina ingår i släktet Salmanites och familjen syrsor. Inga underarter finns listade i Catalogue of Life.